# 灰黃新鰻鯰
灰黃新鰻鯰，為輻鰭魚綱鯰形目鰻鯰科的其中一種，分布於澳洲的淡水流域，體長可達34公分，為底棲性魚類，棲息在溪流、湖泊、水塘，夜間活動，屬肉食性，以昆蟲、甲殼類、軟體動物等為食，生活習性不明。

## 擴展閱讀
維基物種上的相關：灰黃新鰻鯰